# 바실리 네스테렌코

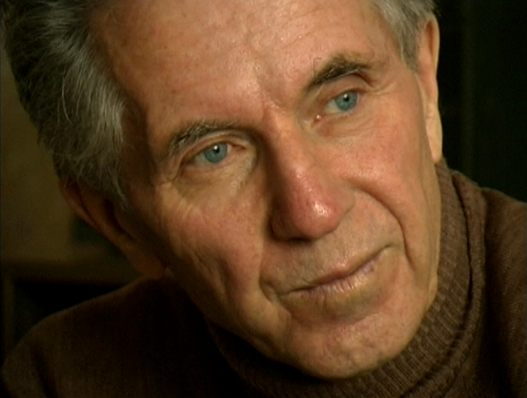
바실리 네스테렌코의 모습.

바실리 보리소비치 네스테렌코(러시아어: Василий Борисович Нестеренко, 벨라루스어: Васіль Барысавіч Несцярэнка 바실 바리사비치 네스차렌카, 우크라이나어: Василь Борисович Нестеренко 바실 보리소비치 네스테렌코[*], 1934년 12월 2일 ~ 2008년 8월 25일)는 우크라이나 출신의 소련과 벨라루스의 물리학자였으며, 벨라루스 국립 과학 연구원(Нацыянальная акадэмія навук Беларусі)의 원자력 연구소 소장을 역임했다.

## 생애
바실리 네스테렌코는 소비에트 연방, 우크라이나 소비에트 사회주의 공화국, 루한스크주, 크라스니 쿠트 마을(Krasny Kut Village)에서 태어나, 바우만 모스크바 주립 기술 대학(Bauman Moscow State Technical University)을 졸업했다. 1972년, 그는 벨로루시 국립 과학 연구원의 회원으로 선출되었으며, 체르노빌 원자력 발전소 사고를 겪은 후, 결과와 원인 등을 연구했다.
1990년부터는 안드레이 사하로프, 알레스 아다모비치와 아나톨리 카르포프 등의 도움으로 1989년 창설된 "Belrad"의 소장을 맡게 되었다. 그리고 체르노빌 원자력 발전소 사고 당시 발생한 방사능의 위험을 대중에게 경고하려 했으나, 벨라루스 국가보안위원회의 활동으로 직장을 잃게 되었다.
이후 그는 아들의 보살핌을 받던 도중, 2008년 8월 25일, 73세로 나이로 세상을 떠났다.

## 체르노빌 원자력 발전소 사고
체르노빌 원자력 발전소에서 원자력 사고에 대한 소식이 전해지자, 원자력의 전문가이자 전 소방관으로써 그 문제에 바로 개입했다. 그는 헬리콥터에 있던 액체 질소를 원자로 노심 위에 던져보기 위해 노심 근처로 갔다. 방사능 오염이 매우 심해 헬리콥터에 탑승했던 사람은 네스테렌코를 제외하고 모두 사망했다.
1990년, 네스테렌코는 "체르노빌 지역 주민과 그들의 음식 감시, 방사능에 대한 안전 유지 및 영토 내 인구 보호 조치, 방사능에 오염된 인구를 보호해야 된다."는 이유로 방사선 안전 연구소(Radiation Safety, BELRAD)를 설립했다.